# 火星一号 (荷兰)

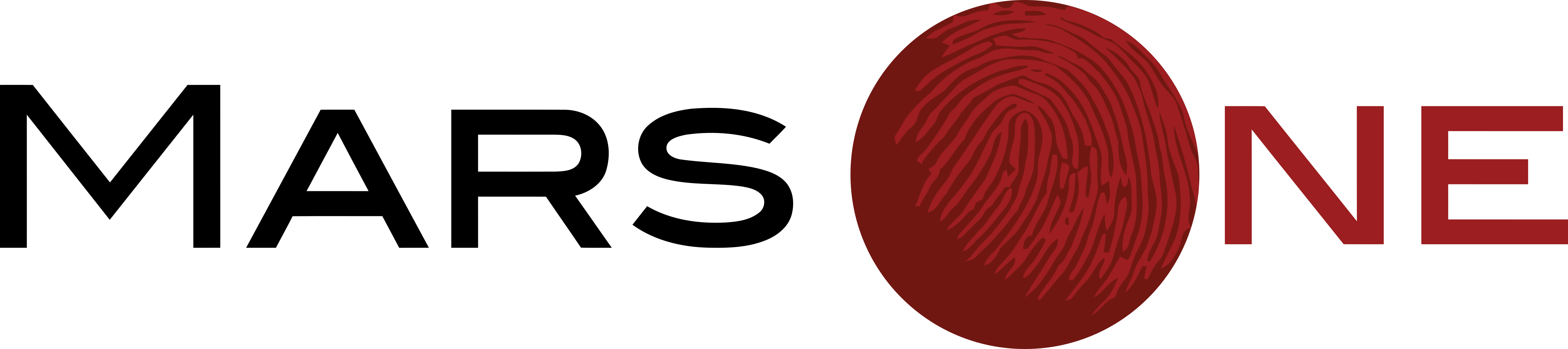

火星一号（英語：Mars One）是一個由荷蘭一間私人公司宣称的所主導的火星探索移民計畫，目的是在火星建立永久殖民地。火星一号計畫在2016年發射通訊衛星前往火星，進行幾個階段任務後，于2023年建立永久殖民地，并计划将四名太空人在兩年后前往火星。项目为“单程之旅”，没有回程。荷蘭理論物理學家杰拉德·特·胡夫特支持火星一号計劃。
2019年1月15日，火星一號旗下的Mars One Ventures AG宣布破產。火星一號表示Mars One Ventures AG的破產，不會影響為火星一號基金會財務狀況，並繼續與投資者合作尋求解決辦法，確保繼續火星探索移民計畫的資金。。

## 申请
在第一轮的202,586申请人按照国家分布饼图（修正至最接近的百分比）。
项目通过其官网招收移民志愿者，志愿者提供一段1分钟左右的个人介绍影片，并需根据不同国家缴纳5至75美元不等的报名费。项目还计划通过真人秀节目选出最终4名志愿者。
但同時，该項目也受到了一些媒体和學者的質疑，认为这很可能是一场商业骗局，理由包括：其公司注册于2011年，雇员仅CEO一人、注册地点为CEO所居住的民居，表示报名费用不会退还，而且該機構也沒有足够的科學經驗和經濟實力，將宇航員送上火星的各种風險極大目前还难以实现等。针对“骗局”的说法，有媒体调查后发现，“火星一号”的工作仍在稳步推进，而中国所谓“上万名”报名者，仅仅是通过邮件注册的申请者人数，但注册并不收费，国内真正的交费报名成功者只有100人左右。
“火星一号”于2013年12月10日在美国召开新闻发布会，与美国洛克希德马丁公司、英国萨里卫星技术有限公司（SSTL）展开合作，委托他们设计火星探测器和通讯卫星。
“火星一号”于2014年1月2日宣布，已经从20万报名者中初选出1058人，允许他们参加第二轮选拔，并最终选出24人登陆火星。

## 批評
“火星一号”已經收到了各種各樣的批評，主要是有關技術的及財務的可行性。
《连线》（Wired）雜誌把它作為在2012年的最大膽私人太空探索計劃的一部分，給它合理性得分是2/10。
在2014年1月，德國前宇航員烏爾里希·瓦爾特為道德上的原因強烈批評了該項目。在和柏林《每日鏡報（Der Tagesspiegel）》的談話中，他估計活著到達火星的概率只有30％，而三個月以上的的存活概率低於20％。他說，“他們用電視節目來賺錢。他們不關心那些人在太空會發生什麼......如果我的稅錢被用於這樣的使命，我會組織抗議。”
2015年2月，中國媒體新京報報導：「火星一號」計畫可能是個騙局。自從移民火星的計畫招募志願者以來，全球已經有8萬多人報名，中國便有1萬多人報名，總共繳交的報名費金額達十多萬美元，但有報名者反悔想退費卻不行。報導稱，有記者調查發現，推出「移民火星」計畫的公司「火星一號」是在2011年6月23日註冊的機構，雇員僅一人，註冊地址是阿默斯福特的一處民居，也是被諸多媒體稱為「首席執行官」的巴斯·蘭斯多普（Bas Lansdorp）的個人登記住址。當記者來到「火星一號」公司的辦公地點時，發現現場並沒有「火星一號」的相關標識，蘭斯多普和他的同事只是在一大片開放辦公區域中佔據了幾張桌子。

## 参看
- 火星殖民
- 載人火星任務
- 火星-500
- 太空探索公司

## 延伸閱讀
- Sydney Do; Koki Ho; Samuel Schreiner; Andrew Owens; Olivier de Weck,  (PDF), 65th International Astronautical Congress, 2014  [2016-06-08], IAC-14-A5.2.7, （原始内容存档 (PDF)于2016-06-30）

## 外部連結
- 官方网站